# Carlo Flamigni
Carlo Flamigni (Forlì, 4 febbraio 1933 – Forlì, 5 luglio 2020) è stato un medico e scrittore italiano, ricercatore nel campo della ostetrica, della ginecologia e considerato tra i pionieri della fecondazione assistita.

## Biografia
Si laureò in medicina e chirurgia presso l'Università di Bologna nel 1959, specializzandosi in seguito in ostetricia e ginecologia. Intraprese la carriera accademica presso la stessa Università, prima come libero docente e poi come professore incaricato. Dal 1980 al 2004 fu professore ordinario, sempre presso l'Università di Bologna, di endocrinologia ginecologica e poi di ginecologia e ostetricia, proseguendo poi l'attività di docenza fino al 2008 come docente fuori ruolo.
Nell'ambito medico, tra il 1975 e il 1994 fu direttore del servizio di Fisiopatologia della riproduzione per divenire poi direttore della clinica ostetrica e ginecologica dell'Università degli Studi di Bologna, incarico ricoperto fino al 2001.
Si interessò dei problemi relativi alla bioetica, e fu membro del relativo Comitato Nazionale dal 1990 al 2017. Fece parte del Comitato di etica dell'Università Statale di Milano.
Fu presidente della Società italiana di fertilità e sterilità.
Ricoprì la carica,  condivisa con altre nove personalità della cultura, fra le quali Sergio Staino, Laura Balbo e Piergiorgio Odifreddi, di presidente onorario dell'Unione degli Atei e degli Agnostici Razionalisti (UAAR).
Fu presidente onorario della Associazione italiana per l'educazione demografica  (AIED).
Fu socio onorario della Consulta di bioetica.
Nel campo della pubblicistica e della saggistica, oltre a collaborare con numerose riviste scientifiche, fu autore di un migliaio di memorie scientifiche nonché di molti libri, relativi soprattutto a problemi riguardanti la salute della donna e agli aspetti medici e bioetici legati alla riproduzione e alla fecondazione assistita.
Come scrittore, fu autore di racconti, di storie poliziesche e di libri per l'infanzia. Nel 2011 vinse il premio letterario Serantini per il suo Un tranquillo Paese di Romagna.
Nelle elezioni europee del 2009 si candidò nella lista "Sinistra e Libertà" per il collegio dell'Italia nord-orientale.
Morì a Forlì il 5 luglio 2020 dopo una breve malattia.

## Opere (elenco essenziale)

### Saggistica medica
- Metabolismo lipidico e stato puerperale(in collaborazione con P.Quinto, F. Bottiglioni), Ed. La.Pi.Graf.,Grugliasco, 1968)
- Fisiopatologia del ricambio intermedio e gravidanza (in collaborazione con P. Quinto,F. Bottiglioni), Atti 53° Congr. Soc. It. Ost. Gin., Bologna, 1968
- Metodologia diagnostica in endocrinologia ginecologica (in collaborazione con G. Bolelli,S. Lodi, O. Magrini, F. Vecchi e P. Farello), Ed. Cofese, Palermo, 1977
- Infertilità femminile.Attuali orientamenti clinici (in collaborazione con E.Cittadini, R. Forleo, C.Sbiroli), CoFeSe Editore, Palermo, 1986
- I laboratori della felicità (Ed. Bompiani, 1994)
- La sterilità femminile. Fisiopatologia diagnosi e cure (in collaborazione con C. Bulletti,A.Albonetti,E. Giacomucci), Ed. La nuova Italia Scientifica, Roma, 1997
- Il libro della procreazione (Ed. Mondadori, 1998)
- Avere un bambino (Ed. Mondadori, 2001)
- Curare la sterilità. Etica, deontologia e psicologia nella relazione medicopaziente (in collaborazione con P. Mutinelli), Percorsi Editoriali Carrocci Editore, 2001
- La procreazione assistita (Ed. Il Mulino, Bologna, 2002)
- La reproducciòn asistida (Acento Editorial, Madrid, 2003)
- Il grande tabù delle donne (Ed. Mondadori, 2004)
- La legge sulla procreazione medicalmente assistita - Paradigmi a confronto  (in collaborazione con M. Mori), Ed. Gruppo Editoriale il Saggiatore S.p.A., 2005
- (con Maurizio Mori), Le ragioni dei quattro sì, Milano, Editoriale Diario, 2005, SBN UBO2733017.
- Il controllo della fertilità -  Storia, problemi e metodi dall'antico Egitto a oggi (Ed. Utet Libreria, 2006)
- Diario di un laico - Viaggi, incontri e scontri sulla legge per la procreazione assistita (Ed. Pendragon, 2007)
- Casanova e l'invidia del grembo (Ed. Baldini Castoldi Dalai, 2008)
- L'aborto -  storia e attualità di un problema sociale (Ed. Pendragon, 2008)
- Il primo libro della sterilità - i problemi clinici e psicologici, la diagnosi e le cure ordinarie (Ed. Utet Libreria, 2008)
- Il secondo libro della sterilità - la fecondazione assistita (Ed. Utet Libreria, 2008)
- La questione dell'embrione. Le discussioni, le polemiche, i litigi sull'inizio della vita personale. (B.C.Dalai editore, Milano, 2010)
- Ru486. Non tutte le streghe sono state bruciate. (in collaborazione con C. Melega), L'Asino d'oro editore, Roma, 2010.
- La pillola del giorno dopo. Dal silfio al levonorgestrel. (in collaborazione con C. Melega), L'Asino d'oro editore, Roma, 2010.
- Contraccezione (in collaborazione con A. Pompili), L'Asino d'oro editore, Roma, 2011.
- La Procreazione Assistita - Fertilità e sterilità tra medicina e considerazioni bioetiche - Seconda edizione aggiornata (Ed. Il Mulino, 2011).
- Storia della contraccezione. Ignoranza, superstizione e cattiva scienza di fronte al problema del controllo delle nascite. (Dalai editore, 2012)
- Fecondazione e(s)terologa (in collaborazione con A. Borini), L'Asino d'oro editore, Roma 2012
- La Fecondazione Assistita dopo dieci anni di legge 40. Meglio ricominciare da capo! (in collaborazione con M. Mori), ANANKE, Torino, 2014
- Nelle mani del dottore? Il racconto e il possibile futuro di una relazione difficile (in collaborazione con M. Mengarelli), FrancoAngeli, Milano, 2014
- Sessualità e riproduzione. Due generazioni in dialogo su diritti, corpi e medicina (in collaborazione con A.Balzano) . ANANKE, Torino, 2015
- Questa è la scienza,  bellezze! (in collaborazione con M.Mori) ANANKE Torino, 2016
- La sterilità coniugale. La rivoluzione biomedica in soccorso a una malattia sociale. C.G. Edizioni Medico Scientifiche, 2017
- Fare Figli. Storia della genitorialità dagli antichi miti all'utero artificiale. (In collaborazione con C. Bulletti). Ed. Pendragon, 2017.
- Menopausa: l'altra metà della vita. ((In collaborazione con Renato Seracchioli e Monica Cattoli). Ed Pendragon 2017

### Opere letterarie
- Figli dell'acqua figli del fuoco Antologia di racconti (Ed. Pendragon, 1999)
- Storie di bambini piccolissimi (Ed. Giannino Stoppani, 2001)
- Giallo uovo (Ed. Mondadori, 2002)
- La compagnia di Ramazzotto (Ed. Pendragon 2004)
- Un tranquillo paese di Romagna (Ed. Sellerio, 2008)
- Circostanze casuali (Ed.Sellerio, 2010)
- Guida al corpo della donna (in coll. con Margherita Granbassi, Il Giudizio Universale, Torino, 2010).
- Figli del cielo, del ventre, del cuore. Racconti (Ed. Pendagron 2010).
- Senso comune (Ed. Sellerio, 2011)
- A Natale con chi vuoi  (in: Natale in giallo, Ed. Sellerio, 2011)
- Giallo uovo (Ed. Sellerio, 2012)
- La certezza del ricordo (Ed.Baldini, Castoldi e Dalai, 2013)
- Scuola di streghe (Ogni uomo è tutti gli uomini Edizioni, 2013)
- Crimen en la colina. Ed Siruela 2013
- Il Primo. Il mito di Cura (Ogni uomo è tutti gli uomini Edizioni, 2014)
- La compagnia di Ramazzotto (Ed. Sellerio, 2014)
- La certezza del ricordo (Ed. ANANKE, Torino, 2015)
- Favola di Stoltone, conigli e pochegambe (Ogni uomo è tutti gli uomini Edizioni, 2015)
- L'uomo di fango e i suoi figli. Avventure di una specie rumorosa e disordinata (Ed. ANANKE, Torino, 2015)
- Circunstancias casuales. Ed Siruela 2016
- Ama il prossimo tuo ( Ed. ANANKE Torino, 2016)
- Il sacco delle botte. ( Ed. ANANKE Torino, 2016)
- Orgoglio e povertà (Ovvero: La politica sognata dai poveri) Società editrice il Ponte Vecchio, Cesena, 2019)